# Спіро Агню
Спіро Теодор Агню (англ. Spiro Agnew, уроджений Спірос Анагностопулос, грец. Σπύρος Αναγνωστόπουλος, англ. Spiros Anagnostopoulos; 9 листопада 1918, Балтимор, Меріленд — 17 вересня 1996, Берлін, Меріленд) — віцепрезидент США від Республіканської партії США з 1969 по 1973, в адміністрації Річарда Ніксона.

## Родина та походження
З грецької сім'ї, що прийняла протестантизм (користувався підтримкою і православної грецької громади). Його батьками були Теодор Спірос Агню, емігрант з Греції, котрий змінив своє грецьке прізвище — Анагностопулос на коротший, американський лад — Агню, коли оселився в США, та Маргарет Меріен Ейкерс (в першому шлюбі Поллард), уродженка Вірджинії. Спіро мав зведеного брата, Роя Полларда, від першого шлюбу його матері (на момент одруження з Теодором Спіросом Агню вона була вже вдовою).

## Політична кар'єра
З 25 січня 1967 по 7 січня 1969 — 55-й губернатор Меріленду.
Обирався віцепрезидентом разом з Річардом Ніксоном у 1968 та 1972 роках, на виборах 1976 року планував балотуватися у президенти.
У червні 1973 були оприлюднені дані про його фінансові зловживання (ухилення від сплати податків, хабарництво), було розпочато судове розслідування. 10 жовтня 1973 року Агню відмовився оскаржувати вирок, що було розтлумачено пресою як визнання за собою провини принаймні по одному пункту зі звинувачень (відмовився пояснювати походження грошей, отриманих у 1967 році), у світлі чого він був вимушений піти у відставку з посади віцепрезидента. Агню став другим віцепрезидентом в історії США, що добровільно склав повноваження (після Джона Келхуна у 1832 році, який надав перевагу місцю у Сенаті). 
Уже в 1983 році, десять років потому, Агню сплатив штату Меріленд за цивільним позовом, що послідував через дану справу, 270 тисяч доларів.[джерело?]
Ці події поставили хрест на політичних амбіціях Агню. Крім того, через визнання обвинувачень, за законами штату, він був позбавлений адвокатської ліцензії. Він звинуватив у тому, що сталося, Ніксона, який, з точки зору Агню, розпорядився почати розслідування проти свого віцепрезидента, щоб відволікти увагу від Уотергейтського скандалу, що прямо стосувався його самого. З оприлюднених по справі Уотергейту записів переговорів Ніксона відомо, що він зі своїм оточенням обговорював відставку Агню ще до виборів 1972 року. У будь-якому випадку подібна стратегія не врятувала Ніксона, що був вимушений під загрозою імпічменту вже у серпні 1974 року також подати у відставку. У 1980 році Агню навіть натякав на те, що Ніксон погрожував його вбити у разі, якщо той не залишить посаду. Пізніше Агню написав автобіографічний роман про ці події.[джерело?]
Після подій 1973—1974 років Ніксон та Агню жодного разу не бачилися. Коли Ніксон у 1994 році помер, Агню, що ненадовго пережив його, з'явився на похороні експрезидента США.[джерело?]

## Смерть
Помер і похований у Меріленді. Агню помер від лейкемії, діагностованої всього за день до смерті, коли його госпіталізували.